# Kszenyija Alekszandrovna Romanova orosz nagyhercegnő
Kszenyija Alekszandrovna nagyhercegnő (oroszul: Великая Княжна Ксения Александровна Романова; Szentpétervár, 1875. április 6.greg./március 25.jul. – London, 1960. április 20.) orosz nagyhercegnő, III. Sándor cár és Marija Fjodorovna cárné első lánya (harmadik gyermeke), Alekszandr Mihajlovics nagyherceg felesége.

## Élete

### Fiatalkora
Kszenyija születésekor édesapja, a későbbi III. Sándor még csak cárevics volt. Édesanyja a dán királyi családból származott, így szoros rokoni kapcsolatban állt a legtöbb európai uralkodóházzal.
1881. március 13-án meghalt Kszenyija nagyapja, II. Sándor, az új cár így Kszenyija apja lett. III. Sándor, okulva az apja ellen elkövetett merényletekből, családját egy biztonságos, szigorúan őrzött kastélyba, Gatcsinába költöztette. Kszenyija boldogan nőtt fel itt testvéreivel együtt.

### Eljegyzése és házassága
Kszenyija és jövendőbelije, Alekszandr Mihajlovics az 1880-as években találkoztak, amikor a Romanovok egy kisebb családi összejövetelt tartottak. Bár Alekszandr Mihajlovics (vagy Szandro, ahogy a családban hívták) majdnem kilenc évvel idősebb volt Kszenyijánál, hamar jóbarátok lettek. Később, ahogy Kszenyija felnőtt, az érzéseik megváltoztak és elmélyültek.
Kszenyija szülei nem támogatták lányuk választását, mert még túl fiatalnak tartották Kszenyiját, és Alekszandr jellemét illetően sem voltak biztosak. Kszenyija és Alekszandr azonban kitartottak. Végül 1894 januárjában eljegyezhették egymást, köszönhetően Mihail Nyikolajevics (Alekszandr apja) közbenjárásának. Bár Marija Fjodorovna cárné továbbra is sokat panaszkodott Alekszandr durvaságára és arroganciájára, a pár 1894. augusztus 6-án Peterhofban egybekelt.
Kszenyijának és Alekszandrnek hét gyermeke született – egy lány és hat fiú:

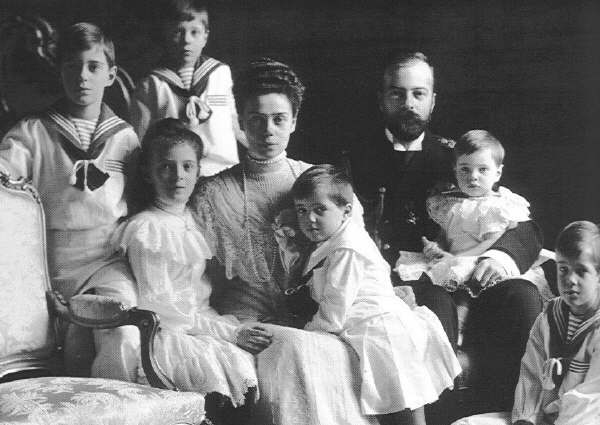
Kszenyija a családja körében

- Irina Alekszandrovna hercegnő (1895–1970)
- Andrej Alekszandrovics herceg (1897–1981)
- Fjodor Alekszandrovics herceg (1898–1968)
- Nyikita Alekszandrovics herceg (1900–1974)
- Dmitrij Alekszandrovics herceg (1901–1980)
- Rosztyiszlav Alekszandrovics herceg (1902–1978)
- Vaszilij Alekszandrovics herceg (1907–1989)

Ennek ellenére házasságuk nem volt boldog. Alekszandrnak elege lett az oroszországi eseményekből, emiatt egyre több időt töltöttek külföldön, leginkább Dél-Franciaországban. A másik hallgatólagos engedelmével mindketten szeretőt tartottak; Kszenyija esetében ez egy Fane nevezetű angol ember volt, akivel a nagyhercegnő egészen a második világháborúig tartotta a kapcsolatot.

### A forradalom után
Kszenyija az első világháború alatt, a Romanov-család legtöbb nőtagjához hasonlóan, kórházakat támogatott. Amikor 1917-ben kitört a forradalom, Kszenyija és családja csatlakozott az édesanyjához és a húgához, Olga Alekszandrovnához, és megpróbáltak kimenekülni Oroszországból. A kísérlet kudarccal végződött, Kszenyija a Krímbe utazott a családjával.
1919-ben megint megpróbálták elhagyni az országot, de ekkor már Kszenyija unokatestvére, V. György brit király és nagynénje, Alexandra brit királyné, V. György édesanyja is segített nekik. Marija Fjodorovna cárnéval és a családjával Kszenyija Londonba repült. Londonból Marija Fjodorovna Dániába ment, az anyacárné rokonaihoz, ahol később csatlakozott hozzá Olga Alekszandrovna a férjével és két gyermekével. Kszenyija viszont Londonban maradt a gyerekeivel, és az angol király által nekik adományozott birtokon éltek. Alekszandr Mihajlovics ekkor már nem élt velük, ő Franciaországban lakott.
1928-ban Marija Fjodorovna megbetegedett, Kszenyija pedig elutazott hozzá Dániába. Az anyacárné október 13-án meghalt, majd öt évvel később, 1933. február 26-án Alekszandr Mihajlovics követte őt. Kszenyija a fiaival elment Sándor temetésére Roquebrune-be.
Kszenyija Alekszandrovna 1960. április 20-án halt meg, Angliában. Franciaországban temették el, férje mellé, Roquebrune-ben.